# Ullens Center for Contemporary Art
Ullens Center for Contemporary Art (Abreviación: UCCA; en chino tradicional, 尤倫斯當代藝術中心; en chino simplificado, 尤伦斯当代艺术中心; pinyin, yóu lún sī dāng dài yì shù zhōng xīn) es un centro de arte contemporáneo sin ánimo de lucro situado en Pekín, China. Fundado por los coleccionistas de arte y barones Guy y Myriam Ullens, UCCA fue oficialmente inaugurado el 5 de noviembre de 2007.
El centro fue reconstruido por el arquitecto francés Jean-Michel Wilmotte con la colaboración de Ma Qingyun, que lidera el estudio de arquitectura MADA SPAM.
El edificio posee un espacio total de 8.000 metros cuadrados y techos de más de 9 metros de altura.
Desde su inauguración, UCCA ha promovido el desarrollo de movimientos artísticos locales, fomentado el intercambio internacional y exhibiendo lo último en arte, diseño y otros campos relacionados con la creatividad. Además se organizan programas culturales y educativos que ponen en contacto al público con el pensamiento vanguardista en temas artísticos y de humanidades. El centro Ullens también cuenta con la primera biblioteca de arte contemporáneo de China y con tres galerías preparadas para exhibir, cada año hay una afluencia de más de un millón de visitantes.

## Principales exposiciones
- 2007: 85 New Wave: The Birth of Chinese Contemporary Art
- 2008: Qiu Zhijie: Breaking Through the Ice
- 2010: Olafur Eliasson y Ma Yansong: Feelings are facts
- 2011: Tatsuo Miyajima: Ashes to Ashes, Dust to Dust
- 2011: Liu Xiaodong: Hometown Boy
- 2011: Wang Jianwei: Yellow Signal
- 2012: Gu Dexin: The Important Thing is Not the Meat
- 2012: Zhan Wang: My Personal Universe
- 2012: Indian Highway
- 2012: Yung Ho Chang + FCJZ: Materialism